# 炔丙醇
炔丙醇，结构式HC≡CCH2OH。

## 性质
无色具刺激性气味的挥发性液体，久置尤其是遇光时变黄。混溶于水、乙醇、乙醚、丙酮、苯、吡啶、氯仿、二噁烷、四氢呋喃和1,2-二氯乙烷，部分溶于四氯化碳，不溶于脂肪烃。有毒，对眼部和皮肤有很强的刺激作用。
- 粘度：1.68 mPa·s（20°C）

## 制备
在催化剂存在和加压（1.96 MPa）加热（100～105°C）的条件之下，乙炔与甲醛水溶液进行反应，得到炔丙醇和丁炔二醇。经过分馏得到炔丙醇成品。
{\displaystyle \ HC\!\equiv \!CH+HCHO\ {\xrightarrow {cat.}}\ HC\!\equiv \!CCH_{2}OH}

## 用途
用作铁、铜和镍等金属的酸类腐蚀抑制剂，溶剂和氯代烃的稳定剂，杀虫剂，除草剂和有机合成。